# Масленникова (деревня)
Масленникова — деревня в Плесецком районе Архангельской области. Входит в состав Тарасовского сельского поселения.

## География
Деревня расположена на реке Шорда.
Часовой пояс
Деревня Масленникова, как и вся Архангельская область, находится в часовой зоне МСК (московское время). Смещение применяемого времени относительно UTC составляет +3:00.

## Население
| 2002 | 2010 | 2012 |
| ---- | ---- | ---- |
| 15   | ↗21  | ↗29  |